# Аканджиево
Аканджиево е село в Южна България. То се намира в община Белово, област Пазарджик.

## География
Разположено е на 3 – 4 км южно от Ветрен, 10 км от град Белово и недалече от десния бряг на Марица, в гънките на хълмистото Средногорие.
Аканджиево е интересно със старите си поселищни отношения. Преди всичко неговото малко землише с било гъсто обитавано от траките. Те са оставили 17 могили, от които главните групи са две: на половин километър северно от селото – 5, и на I – 1.5 км западно от него – 6. Една от тези северно от селото, наречена Шаркова могила, е най-висока и конусообразна. Не ще съмнение, че при тези групи некрополни могили са се намирали тракийски селища. Освен това източно от селото – към Марица, в местността Турските гробища се намира могилен некропол. който Неделчо Петков (1950. с. 210 – 213 свързва с могили във ветренско землище, между които е Орешкова могила. Той смята, че този голям некропол е принадлежал на селище, западно от селото в местността Бучилото, гдето са намерени го. делви, парчета от чернофирнисови съдове (като при с. Дуванлий), теракота бронзово изображение на човешка глава и др. Впрочем големи тракийски делви са изваждани и из селските дворове и навсякъде землището на селото, което показва, че тракийските селища по н. са били пръснати.
Любопитно е по-нататък, че П. Мутафчиев (1915, с. 67 – 68), който в селото е видял една намерена сребърна атинска монета, открил на 2 км северозападно от селото следи от землено укрепление – прилично на римски укрепен лагер.
Заслужава внимание Смилево градище, чиито остатъци градежен материал с червен хоросан, се намират на една сравнително изолирана и остра височина – 590 м (следователно 300 м над селото 2,5 – 3 км югозападно от селото. Тук Ст. Захариев (с. 76 – 77) посочва Смилеиов манастир, съграден от княз Смилен в 1286 г. при царуването в Търново на Георги Тертер. Тук се намирала една от неговите кре пости, снабдена с черква. А „Манастирът" днес аканджиевци наричат развалините на една черквица („Св. Петка") на 1.5 км югозападно Вероятно Смилево градище като крепост датува от ранното Средновековие (IV – V век), обаче е реставрирана и използвана и в българско време през втората половина на средните векове. В съседство с тази крепост бездруго се е намирало българско селище.
За това средновековно българско селище, името на което не ни е известно, говорят още следните оброчища или черковища около днешното село, което вероятно се намира на мястото на средновековното българско село: „Гергьова черква“. „Спасова черква“. „Николова черква“, „Богородична черква“, „Св. Троица“, „Св. Петър“, „Св. Марко“, „Св. Димитър“ и „Св. Арангел“. Може би някои от тези оброчища датуват от по-късно време.

## Други
1. ↑  www.grao.bg